# Гарсия-Кабеса де Вака, Франсиско Хавьер
Франси́ско Хавье́р Гарси́я-Кабе́са де Ва́ка (исп. Francisco Javier García Cabeza de Vaca; род. 17 сентября 1967 года, Мак-Аллен, Техас, США) — мексиканский политик, партийный функционер PAN, губернатор штата Тамаулипас (2016—2022), сенатор Республики (2012—2016), член Конгресса штата Тамаулипас (2008—2010), президент муниципалитета (мэр) Рейноса (2005—2007), член Палаты депутатов Мексики (2000—2003).
В июле 2020 года Остин Эмилио Лосойа (бывший директор Pemex) обвинил Гарсия-Кабеса де Вака в получении взяток в 2013—2014 годах для поддержки законодательства об энергетической реформе. 19 мая 2021 года Генеральная прокуратура Мексики выдала ордер на арест губернатора, обвинив его в коррупции. Гарсия-Кабеса де Вака, который сохраняет неприкосновенность только в пределах Тамаулипаса после конституционного спора по этому вопросу, отвергает обвинения как политически мотивированные.

## Биография
Родился 17 сентября 1967 года, в городе Мак-Аллен, штат Техас, США. Имеет двойное гражданство, окончил Мемориальную старшую школу Мак-Аллена . Его родители занимались предпринимательством, владели компаниями, которые предоставляли услуги таким клиентам, как Pemex, Caminos y Puentes Federales (CAPUFE) и Национальная комиссия по водным ресурсам. В возрасте 12 лет участвовал в соревнованиях по лёгкой атлетике, став чемпионом штата Тамаулипас 1979 года. В результате он был отправлен на Национальный спортивный турнир в Монтеррей, где представлял свой родной штат.
Он получил степень бакалавра в области делового администрирования в Хьюстонском баптистском университете, будучи студентом, играл в футбольной команде. Позднее Гарсия-Кабеса де Вака также получил степень магистра в Университете Монтеррея.
В конце 1990-х годов начал свою политическую карьеру, вступив в Партию национального действия. На губернаторских выборах 1998 года в Тамаулипасе был региональным координатором, а в 2000 году координировал организацию президентской кампании Висенте Фокса. В том же году избран депутатом Палаты депутатов 58-го созыва. В 2004 году Гарсия-Кабеса де Вака стал членом национального совета PAN, эту должность он занимал до 2013 года. С 2008 года по 2010 был депутатом Конгресса штата Тамаулипас, где возглавлял фракцию PAN. С 2012 года по 2016 занимал должность сенатора, среди его законодательных инициатив были законы, которые ужесточали санкции против судей и политиков, связанных с организованной преступностью, и предусматривали бы наказания за ненадлежащее использование униформы.

## Губернаторская кампания 2016 года
29 января 2016 года Гарсия-Кабеса де Вака покинул Сенат, чтобы занять пост губернатора Тамаулипаса.
Во время выборов было опубликовано видео, приписываемое Anonymous, в котором утверждалось, что Гарсия-Кабеса де Вака владеет множеством незадекларированных объектов недвижимости, в том числе домом стоимостью 2,5 миллиона долларов США в эксклюзивном гольф-клубе Мехико, предположительно приобретенном в 2015 году. В Партии демократической революции заявляли, что в трёх муниципалитетах штата организованная преступность угрожала всем политическим партиям и требовала от них поддержки Гарсии-Кабеса де Вака на выборах.
На выборах 5 июня 2016 года Гарсия-Кабеса де Вака набрал 50,1% голосов, что сделало его первым за 86 лет губернатором штата, не являющегося членом партии PRI.

## На посту губернатора
Имеет репутацию ярого критика Лопеса Обрадора.
В 2021 году генеральный прокурор Мексики попросил Конгресс штата Тамаулипас лишить Гарсию-Кабеса де Вака неприкосновенности, утверждая, что имеются доказательства его связей с наркокартелями, отмыванием денег и налоговым мошенничеством. Запрос был подтверждён заместителем председателя Морены Игнасио Миером 23 февраля 2021 года, хотя представители партии PAN настаивали, что этот шаг был политически мотивированным в свете выборов в Мексике в 2021 году.